# Thomas Klestil
Thomas Klestil (Beč, 4. studenog 1932. – Beč, 6. srpnja 2004.), austrijski političar i predsjednik.